# Frank Thomas (giocatore di baseball)
Frank Edward Thomas Jr., soprannominato "The Big Hurt" (Columbus, 27 maggio 1968), è un ex giocatore di baseball statunitense che ha giocato nei ruoli di prima base e battitore designato nella Major League Baseball (MLB). È stato introdotto nella National Baseball Hall of Fame nel 2014.

## Carriera
Thomas giocò per la maggior parte della carriera con i Chicago White Sox dal 1990 al 2005, chiudendo con gli Oakland Athletics (2006 e 2008) e i Toronto Blue Jays. Uno dei battitori più temuti della sua epoca, è l'unico giocatore nella storia delle major league ad avere fatto registrare sette stagioni consecutive (1991–1997) con .300 in media battuta e almeno 100 punti battuti a casa (RBI), 100 punti segnati, 100 basi su ball e 20 fuoricampo; nel corso di quel periodo, mantenne una media battuta di .330 con 36 home run e 118 RBI l'anno. Un perenne candidato candidato al premio di MVP dell'American League, lo vinse con decisione unanime nel 1993 dopo essere diventato il primo giocatore dei White Sox a battere 40 fuoricampo, guidando la squadra al titolo di division; si ripeté come MVP nella stagione accorciata per sciopero dell'anno successivo, dopo avere battuto con .353 ed avere guidato la lega in percentuale di slugging e punti segnati. Dopo due stagioni sotto la media, sfiorò nuovamente il titolo di MVP nel 2000 quando terminò con i primati personali di 43 home run e 143 RBI, venendo premiato come Comeback Player of the Year dell'American League, Chicago che terminò col miglior record della AL.

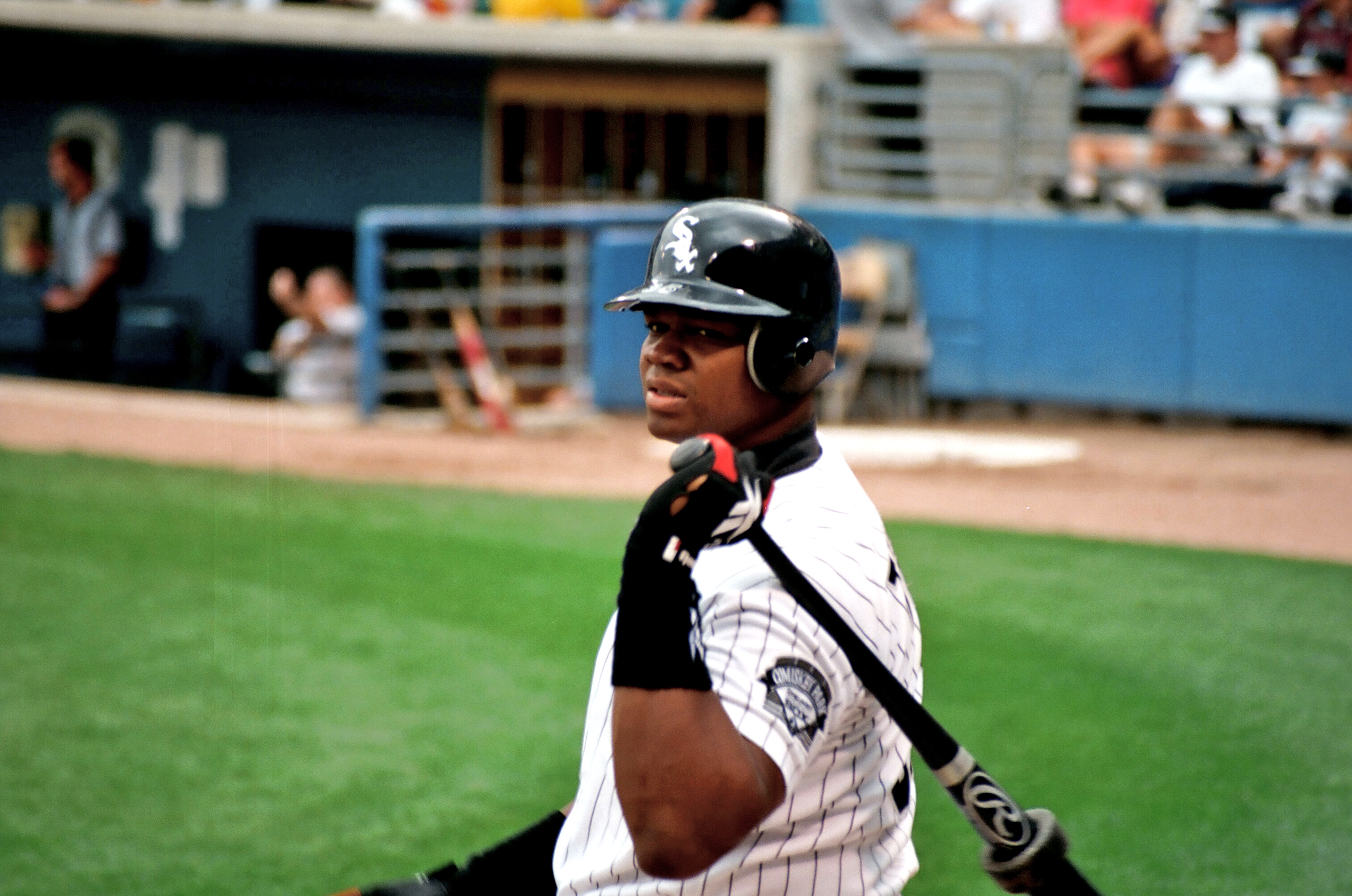
Thomas il 17 agosto 1997

Thomas fu convocato per 5 All-Star Game e guidò l'American League in media battuta con .347 nel 1997. Superati i trent'anni, diversi infortuni ai piedi ne ridussero il tempo in campo e la produzione, limitandolo al ruolo di battitore designato. Concluse la carriera all'ottavo posto nella AL in fuoricampo (521), al nono in RBI (1.704) e al sesto in basi ball (1.667); tra i giocatori con almeno 7.000 turni in battuta nella AL, era ottavo in media bombardieri (.555) e nono per percentuale di arrivo in base (.419). Con una media battuta in carriera di .301, divenne il settimo giocatore della storia a ritirarsi con una media di .300 e 500 home run. Detiene i record di franchigia dei White Sox in carriera per home run (448), RBI (1.465), punti (1.327), doppi (447), battute da extra base, basi ball (1.466), media di slugging (.568) e percentuale di arrivo in vase(.427); il suo record di 3.949 basi totali fu superato da Paul Konerko nel 2014.
Thomas fu una delle stelle della MLB a non essere mai sospettato di doping durante le controversie che funestarono la lega sul finire degli anni novanta e fu l'unico giocatore attivo ad essere intervistato volontariamente nel Rapporto Mitchell nel 2007. I White Sox ritirarono il suo numero 35 nel 2010 e gli dedicarono una statua all'esterno dell'U.S. Cellular Field nel 2011. Fu ammesso nella Baseball Hall of Fame nel 2014, il primo giocatore introdotto principalmente come membro dei White Sox nel primo anno di eleggibilità.

## Palmarès
- MVP dell'American League: 2

1993, 1994
- MLB All-Star: 5

1993-1997
- Silver Slugger Award: 4

1991, 1993, 1994, 2000
- Vincitore dell'Home Run Derby: 1

1995
- Miglior battitore dell'American League: 1

1997
- Numero 35 ritirato dai Chicago White Sox